# Norrberge

Norrberge är en by i Timrå kommun i Västernorrlands län.
Norrberge är en grannby till Sörberge och består av tre hemman som ännu endast i mindre omfattning bebyggts med villor. 
Bostadshus och ladugårdar ligger på var sin bergknalle omgivna av bördig jordbruksmark som ända till för ca 3.000 år sedan låg under havsytan, men genom landhöjningen nu ligger ca 25 m över havsytan. På ägorna har flera arkeologiska fynd återfunnits under 1900-talet, som till exempel flintyxa och pilspetsar av skiffer. I anslutning ligger en liten tjärn som vid tiden för stenåldern var en liten skyddad vik av Bottenhavet. 
Förutom ett relativt nybyggt mindre sammanhållet villabestånd, nära den östra stranden av Norrbergetjärnen, så finns även ett äldre villaområde mellan den gamla förbindelseleden utefter norrlandskusten (Norrstigen) och sluttningen ned mot Indalsälven. Även två gamla skolhus finns här, som numera är i privat ägo och används som bostadshus.
Byn låg högt över Indalsälvens södra sida vid Bergeforsen. Numera utbyggd med ett kraftverk. Byn har endast 2 km till Sundsvall-Timrå Airport. På dess utmarker i nordost finns även den gamla byn Stordalen och ett gammalt sommarstuguområde, Hästudden, samt ön Färjholmen.